# Ź
Ź − glas i slovo abecede / azbuke u poljskom i crnogorskom jeziku. Također prisutan u donjolužičkom jeziku.
Izgovara se kao "meko" Ž, poseban glas iz spojenog Z i J.
U crnogorskom jeziku, na ćiriličnom pismu, ima grafem З́. 
Primjeri uporabe fonema Ź u crnogorskom jeziku: iźutra, źenica, iźede, iźelica, iźljeći, Źaga (nadimak)...